# Brachionidium lehmannii
Brachionidium lehmannii är en orkidéart som beskrevs av Carlyle August Luer. Brachionidium lehmannii ingår i släktet Brachionidium och familjen orkidéer. Inga underarter finns listade i Catalogue of Life.